# Idaho Springs
Idaho Springs est une petite ville des montagnes du Colorado, dans le comté de Clear Creek, à l'ouest de Denver, célèbre depuis 1859, date à laquelle l'explorateur Jackson découvrit dans cette vallée l'une des premières mines d'or des Montagnes Rocheuses. La ruée vers l'or de Pikes Peak, poussée formidable qui s'ensuivit, prit la forme d'une fièvre prospectrice attirant près de 100 000 personnes dans la région, mais qui déclina à partir des années 1860.
Le site est connu pour l'expérience de construction d'une mine dans les marécages conduite près de la ville d'Idaho Springs qui fut critiquée et donna lieu au versement d'une amende de 100 000 dollars.
Selon le recensement de 2010, Idaho Springs compte 1 717 habitants. La municipalité s'étend sur 2,2 milles carrés (5,7 km2).

## Démographie
| 1870 | 1880 | 1890  | 1900  | 1910  | 1920  |
| ---- | ---- | ----- | ----- | ----- | ----- |
| 229  | 733  | 1 338 | 2 502 | 2 154 | 1 192 |

| 1930  | 1940  | 1950  | 1960  | 1970  | 1980  |
| ----- | ----- | ----- | ----- | ----- | ----- |
| 1 207 | 2 112 | 1 769 | 1 480 | 2 003 | 2 077 |

| 1990  | 2000  | 2010  | - | - | - |
| ----- | ----- | ----- | - | - | - |
| 1 834 | 1 889 | 1 717 | - | - | - |